# Abbaye de l'Estrée
L'abbaye royale de l'Estrée, ou abbaye Notre-Dame de l'Estrée est une abbaye cistercienne disparue, fondée au XIIe siècle par des moines de l'abbaye de Pontigny, située sur le territoire de l'actuelle commune de Muzy, dans le département de l'Eure.

## Histoire

### Fondation
L'abbaye est dotée en 1144 par Rahier, seigneur de Muzy, et Amaury, seigneur de Mesnil-sur-l'Estrée, qui demandent aux moines de l'abbaye de Pontigny de coloniser leur monastère à l'Estrée. L'agrément est donné par l'évêque de Chartres Geoffroy de Lèves, l'évêque d'Auxerre Hugues de Mâcon et l'abbé Guichard de Pontigny. La fondation a lieu en 1145 en bordure de l'Avre.
Non loin se trouve l'abbaye, cistercienne aussi, du Breuil-Benoît.

### XVIIesiècle
En 1674, son revenu est attribué au nouvel évêché de Québec, ainsi que ceux de l'abbaye de Méobecq et de l'abbaye de Bénévent,.
En 1692, alors qu'elle s'est vidée de ses occupants, l'abbaye est relevée par des moniales bernardines dépossédées de leur prieuré de la Colombe par le roi,. La transition entre les deux parties (sortantes et entrantes) donne lieu à une interminable bataille de procédures. 
C'est désormais un des monastères les plus pauvres du diocèse. 
En 1712, la communauté compte 15 religieuses, dont 4 novices et 3 postulantes.
En 1730, la prieure obtient de son homologue du Breuil le dépôt de reliques de saint Thibault.
En 1788, l'exploitant du moulin de l'Estrée est un dénommé Pierre Lelièvre.
Les religieuses occupent l'abbaye jusqu'à la Révolution.

### L'abbaye après la Révolution
Les bâtiments et les terres de l'abbaye atteignent une superficie de 539 ha, comprennent 5 fermes et un moulin. Ils sont vendus comme bien national. Parmi ceux-ci, 247 hectares sont acquis par Adrien-Sophie Sémillard, ancien secrétaire du roi au Grand collège et notaire vétéran au Châtelet de Paris ; ce personnage, qui se fait châtelain au Haut-Mesnil (Muzy) et maire de Mesnil entre 1808 et 1813, fait abattre l'église, le cloître et plusieurs autres bâtiments en 1803. En 1891, le domaine de l'abbaye, constitué de bâtiments d'époque Louis XIII ou Louis XIV, appartient à Paul Firmin Didot (1826-1905).
C'est par ailleurs que se fait construire l'imprimerie Firmin-Didot à Mesnil-sur-l'Estrée.

## Architecture et description
Au XXIe siècle, le hameau de l'Estrée à Muzy, route de Nonancourt comporte les témoignages de quelques superstructures au sein de la résidence de l'Abbaye, au milieu de bâtiments industriels du XIXe siècle.
Dans l'église abbatiale se trouvaient dans un enfeu les tombeaux de Philippe de Florigny et de sa femme (1408) et dont ne subsiste qu'un dessin à la façon de Louis Boudan.

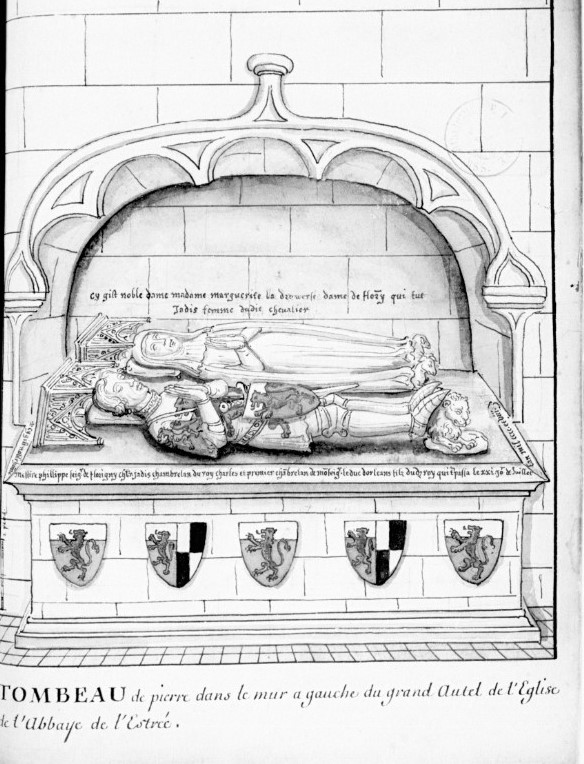

## Filiation
L'abbaye de l'Estrée est fille de celle de Pontigny : cette filiation ne change pas lors du passage du monastère d'hommes en monastère de femmes en 1684.

## Liste des abbés et prieures
Trente-six abbés cisterciens réguliers se sont succédé.
Les premier et deuxième abbés sont respectivement Esmond (Egmond) et Milon. Gervais est le nom du 5e abbé vers 1160.
En 1656, l'abbé Thibaut dirige l'abbaye.
Le nom de dom Pierre Gaignot apparaît dans une procédure du Grand Conseil en 1671.
En 1673, l'abbaye étant passée sous le régime de la commende, le roi nomme François de Laval premier abbé commendataire de l'Estrée.
À partir de 1684, ce sont des religieuses issues d'un prieuré qui occuperont les lieux.

### Abbés de l'Estrée
1. 1144 Hésimond
2. Nicolas 1er
3. Philippe
4. ca 1147 Milon
5. Henri 1er

Armoiries du second abbé commendataire, Mgr de Saint-Vallier.

6. ca 1160-1164 Gervais, contemporain d'Alexandre III, pape de 1159 à 1181
7. ca 1180 Roger, contemporain de Guillaume aux Blanches Mains (1135-1202) et d'Alerme, abbé de Coulombs entre 1182 et 1187 avec lequel il eut à transiger[15]
8. Jean 1er
9. Jean II l'arbalestrier
10. ca 1219 Guillaume 1er
11. 1224-1243 et au-delà[15]
12. 1265 Nicolas II[15]
13. 1305 Jean III[15]
14. 1336 Estienne[15]
15. inconnu
16. 1379 Jacques 1er
17. 1384 Thibaut 1er
18. 1397 Guillaume II
19. 1408 Thibaut Ledoux
20. 1409 Henri II
21. 1426 Robert 1er
22. 1431 Jean III
23. 1439 Robert II
24. 1446 Jacques II
25. 1470 Pierre 1er
26. 1483 Jean IV, contemporain de Robert 1er Sosson, abbé de Saint-Vincent-aux-Bois
27. 1490 Pierre II
28. 1499 Richard 1er du Bosc, religieux profès de l'abbaye de Mortemer, béni abbé à Rouen par Henry Potin, évêque de Philadelphe, proche conseiller de Georges d'Amboise[15]
29. 1510 Noël Yvelin[16]
30. 1536 Richard II Martin du Bois (†10-9-1560)[15]
31. 1560 Guillaume III, de Glos
32. 1575 Étienne du Bois (†5-5-1618)[15]
33. 1618 Henri III, de Genne (†1619[16])
34. 1619 Raoul/Radulfe Hurault (abbé de Clairefontaine)[15], frère de l'évêque d'Orléans[16] Denis Hurault
35. avant 1654 Pierre-Gaston de Bonnesaigues (†1654[16])
36. 1661-1668 Pierre Gaignot, dernier abbé régulier (†28-2-1672)
37. 1673 François de Laval, premier évêque de Québec

Le catalogue des abbés (op. cit.) mentionne un second et dernier abbé commendataire en la personne de Jean-Baptiste de La Croix de Chevrières de Saint-Vallier, deuxième évêque de Québec. Ce sont ses armoiries qui ornent le dessin de l'abbaye en 1686 par Louis Boudan.

### Prieures de l'Estrée
Les moniales de l'Estrée sont issues du prieuré de la Colombe dont l'histoire est peu connue. Le titre des supérieures demeure celui de prieure.
1. 1687 Marie Catherine Le Bourgeois de La Varende[7],[17]
2. Anne de Torchefelon[7], du Quesnoy
3. 1698-1701 N de la Salle[7]
4. 1701-1711 Anne Marie Hyacinthe de Belleforière († 1716)[7]
5. ca 1730 Marie Gilbert Josephe Palatine de Dio de Monperoux[18]
6. 1733 Élisabeth (Françoise ?) de Guenet de Louye[19]
7. 1755 Olympe de Maulde de Colemberg[7], professe de Saint-Antoine
8. ? - 1792 Charlotte (Jeanne) des Monstiers de Mérinville[20]